# Tisbisoma spinisetum
Tisbisoma spinisetum är en kräftdjursart som beskrevs av Bozic 1964. Tisbisoma spinisetum ingår i släktet Tisbisoma och familjen Tisbidae. Inga underarter finns listade i Catalogue of Life.